# Los visitantes (serie de televisión de 1983)
Návštěvníci (Los visitantes o Expedición Adam 84) es una serie de televisión de ciencia ficción checoslovaca filmada entre 1981 y 1983 por el director checo Jindřich Polák. Los 15 capítulos fueron co-producidos en televisión por empresas de la República Federal de Alemania (Alemania Occidental en ese momento), Suiza y Francia. Hubo un capítulo adicional para Alemania ("Making Of") producido bajo el título "Besuch bei den Besuchern" (Visitando los visitantes). En Alemania Occidental la serie obtuvo el título Die Besucher (Los Visitantes), en la República Democrática Alemana se llamó Expedition Adam 84.

## Argumento
En el siglo 25, en el año 2484, la humanidad vive en un mundo próspero y pacífico. Un día, el CML (cerebro central de la Humanidad), la supercomputadora principal que gestiona el destino de la humanidad y la Tierra, anuncia un próximo desastre: Un cometa se dirige hacia la tierra, el impacto es inevitable, y se calcula que una parte importante de la Tierra será destruida.
La humanidad está horrorizada, pero hay esperanza, el profesor Filip, biógrafo del físico más grande nunca visto, Adam Bernau, ofrece un plan para salvar a la humanidad - un viaje en el tiempo hacia el pasado, al año 1984. Según Filip, Adam Bernau, un genio matemático y físico de los siglos XX y XXI, y ganador del Premio Nobel habla en sus memorias que, en su infancia, escribió en un cuaderno una breve fórmula que permita el movimiento de continentes enteros, mundos y planetas. Esto puede ser la solución, ya que la idea es desviar el objeto que se dirige hacia la Tierra.
El profesor Filip selecciona un equipo de cuatro miembros para el viaje, el cual por medio de una máquina del tiempo camuflada en un Lada Niva, y tras prepararse, comienza su expedición. La expedición, con la intención de no alterar demasiado la Historia, tiene previsto pasar solo unas horas en el pasado, para salvar los cuadernos en los que supuestamente se encontraba la fórmula, que se habían perdido en un incendio producido en la casa de Adam Bernau cuando este solo era un niño. Pero algo sale mal, y se ven obligados a pasar en el pasado varias semanas. Al final se dan cuenta de que la llamada fórmula era sólo una fantasía juvenil de Bernau y vuelven de nuevo al futuro, llevándose con ellos al viejo señor Drchlík, que los ha ayudado mucho en el pasado. El Sr. Drchlík nota que el cerebro central está inclinado y lo arregla con una cuña de madera, y de repente el cerebro central da cuenta de un error de cálculo, por lo que la tierra en realidad está a salvo y demostrando que el problema tenía una solución muy sencilla.

## Episodios
| Título                    | Título en inglés            | Director       | fecha de emisión |
| ------------------------- | --------------------------- | -------------- | ---------------- |
| Země roku 2484            | Earth in 2484               | Jindřich Polák | 1983             |
| Výprava do minula         | Travel to the Past          | Jindřich Polák | 1983             |
| Návštěvníci přicházejí    | The Visitors are Coming     | Jindřich Polák | 1983             |
| Akce: sešit 1.            | Action: Exercise Book No. 1 | Jindřich Polák | 1983             |
| Hlavně nenápadně          | Keep a Low Profile          | Jindřich Polák | 1983             |
| Tajemství velkého učitele | Secret of the Big Teacher   | Jindřich Polák | 1983             |
| Půlnoční kolotoč          | Midnight Roundabout         | Jindřich Polák | 1983             |
| Génius v hladomorně       | Genius in the Dungeon       | Jindřich Polák | 1983             |
| Sólo pro Návštěvníky      | Solo for the Visitors       | Jindřich Polák | 1983             |
| Stav nouze                | Emergency                   | Jindřich Polák | 1983             |
| Stane se zítra            | Will Happen Tomorrow        | Jindřich Polák | 1983             |
| Peníze z hvězd            | Money From Stars            | Jindřich Polák | 1983             |
| Prozrazení                | Disclosure                  | Jindřich Polák | 1983             |
| Po nás potopa             | After Us, the Flood         | Jindřich Polák | 1983             |
| Návrat do budoucnosti     | Back to the Future          | Jindřich Polák | 1983             |

## Reparto
- Josef Bláha: Profesor Rudolph Filip/ O: Jan Richard
- Josef Dvořák: Leo Kane (Emil Karas)
- Jiří Datel Novotný: Dr. Jacques Michell (Michael Noll)
- Dagmar Patrasová: Emilia Fernández (Katharina Jandova)
- Viktor Král: Adam Bernau
- Klára Pollertová: Ali Labusova
- Vlastimil Brodský: Alois Drahoslav Drchlík
- Evžen Jegorov: Karl Bernau
- Dagmar Veškrnová: Alice Bernau
- Otto Šimánek: Director de escuela
- Vladimír Menšík: Polizist Vyskočil
- Jiří Kodet: Karussell-Ede
- Jitka Molavcová: Helene

## Producción
- La banda sonora de la serie se estrenó en 1984 en LP Supraphon 1113 3473H, que también incluyó a la banda sonora de Létající Čestmír (1984), también compuesta por Karel Svoboda,[1] una serie con la título alemán Der Fliegende Ferdinand (The Flying Ferdinand). La banda sonora fue reeditada en CD por Checoslovaquia universal en 2004.

Gadgets y trajes fueron diseñados por Theodor Pistek, ganador de un Oscar.
La serie ha sido emitida en varios países europeos, entre ellos Hungría, Yugoslavia, Polonia, Rumania y España (TVE).
La viuda de  profesor real Jan Filip demandó a los creadores de la serie por la profanación del nombre de su marido. Ganó, y el personaje principal tuvo fue renombrado como profesor Richard. Esto daño a la calidad del sonido en la versión checa de toda la serie. En la versión en alemán el nombre fue cambiado a "Phillip" para evitar el cambio de doblaje.

## Enlaces
- Esta obra contiene una traducción parcial derivada de «Návštěvníci (TV series)» de Wikipedia en inglés, concretamente de esta versión del 23 jul 2013, publicada por sus editores bajo la Licencia de documentación libre de GNU y la Licencia Creative Commons Atribución-CompartirIgual 4.0 Internacional.
- Návstevníci en Internet Movie Database (en inglés).
- Návstevníci en FilmAffinity.

- Datos: Q564877